# Linea Akechi
La linea Akechi (明知線?, Akechi-sen), è una linea ferroviaria giapponese a scartamento ridotto di circa 18 km che collega le città di Ena e Nakatsugawa, mantenendo i suoi capolinea all'interno del territorio di Ena, e interamente nella prefettura di Gifu in Giappone. La linea è gestita dalla società Ferrovia Akechi ed è a trazione termica, con scartamento ridotto di 1067 mm.

## Servizi
Sulla linea circolano treni a spola con frequenza oraria. Inoltre dal 2011 circola, con una coppia al giorno, il treno espresso Taishō Roman-gō che ferma a un minor numero di fermate.

## Stazioni
Tutte le stazioni si trovano nella prefettura di Gifu.
| Stazione  | Giapponese | Dist. | Collegamenti          | Posizione   |
| --------- | ---------- | ----- | --------------------- | ----------- |
| Ena       | 恵那       | 0.0   | Linea principale Chūō | Ena         |
| Higashino | 東野       | 2.6   |                       | Ena         |
| Iinuma    | 飯沼       | 7.6   |                       | Nakatsugawa |
| Agi       | 阿木       | 9.9   |                       | Nakatsugawa |
| Iibama    | 飯羽間     | 12.7  |                       | Ena         |
| Gokuraku  | 極楽       | 13.7  |                       | Ena         |
| Iwamura   | 岩村       | 15.0  |                       | Ena         |
| Hanashiro | 花白       | 18.3  |                       | Ena         |
| Yamaoka   | 山岡       | 19.7  |                       | Ena         |
| Noshi     | 野志       | 23.1  |                       | Ena         |
| Akechi    | 明智       | 25.1  |                       | Ena         |